# Calosoma elegans semenovi
Calosoma (Callisthenes) elegans semenovi – podgatunek chrząszcza z rodziny biegaczowatych, podrodziny Carabinae i plemienia Carabini.
Takson ten został opisany w 1859 roku przez Wiktora Moczulskiego jako Callisthenes semenovi. Georges Vacher de Lapouge w 1932 roku traktował go jako podgatunek C. karelini. Sandro Bruschi synonimizuje z nim podgatunek C. e. amethystinus Semenov et Redikorzev, 1928, podczas gdy baza Carbidae of the World uznaje je jako samodzielne podgatunki.
Krótkoskrzydły tęcznik o ciele długości od 18,5 do 34 mm. Wierzch ciała z jaskrawo metalicznym połyskiem. Tylne kąty przedplecza szeroko zaokrąglone. Na pokrywach rzeźba płaska, zwykle 16 międzyrzędów.
Owad ten zasiedla niziny, wzgórza i przedgórza.
Chrząszcz palearktyczny, znany z Kazachstanu, gdzie występuje na terenie Ałatau Zailijskiego w północnym Tienszanie.